# جان‌گل کارگر
جان‌گل کارگر (زاده: ۱۳۲۸ ولسوالی غوربند، ولایت پروان) سیاست‌مدار افغانستانی و نماینده مردم پروان در دوره پانزدهم مجلس نمایندگان افغانستان  است.

## زندگی‌نامه
جان‌گل کارگر متولد ۱۳۲۸ از ولسوالی  غوربند ولایت پروان افغانستان است. وی تحصیلات خود را در مقطع بکلوریا/دیپلم به اتمام رسانده است.